# Dialeurolonga nemoralis
Dialeurolonga nemoralis là một loài côn trùng cánh nửa trong họ Aleyrodidae, phân họ Aleyrodinae.
Dialeurolonga nemoralis được Bink-Moenen miêu tả khoa học đầu tiên năm 1983.